# Estadio Råsunda
El Estadio Råsunda, también conocido como Råsunda Fotbolls-Stadion, Råsunda-Stadion o Råsunda fue un estadio de fútbol de la localidad de Solna, dentro del área metropolitana de Estocolmo (Suecia). Tenía una capacidad de entre 35 000 y 36 800 espectadores, y era el estadio del AIK y también de la selección de Suecia, hasta que fue cerrado en noviembre de 2012 y se trasladaron al estadio Friends Arena previamente inaugurado en octubre de ese mismo año. La antigua estructura del Estadio Råsunda fue demolida en su totalidad en 2013 y en su lugar se construyeron edificios de apartamentos y oficinas.

## Historia
Su apertura fue en 1937. Su récord de asistencia fue el 26 de septiembre de 1965, con 52 943 espectadores en el encuentro entre Suecia y la Alemania Federal.
Es junto con el Rose Bowl de Estados Unidos el único estadio del mundo que ha acogido la final de Copa Mundial de fútbol tanto en categoría masculina como en femenina.
El 1 de abril de 2006, la Asociación Sueca de Fútbol anunció un plan para cambiar a un nuevo estadio que se construirá en Solna. El nuevo estadio fue terminado y listo para los eventos deportivos en 2012, y el estadio Råsunda sería demolido posteriormente. El nuevo estadio tiene una capacidad para 50 000 espectadores. El nombre de la nueva arena es Friends Arena. Swedbank compró el nombre de 150 millones de coronas suecas, pero decidió nombrarlo en apoyo de los no fines de lucro Amigos en 2012.
El último evento celebrado en el estadio Råsunda ha sido el partido de la Europa League AIK - SSC Napoli , jugado el 22 de noviembre de 2012, terminó 1-2. El futbolista uruguayo Edinson Cavani anotó el último gol por el SSC Napoli el cual cerró la gloriosa historia del estadio.

## Copa del Mundo 1958
Durante la VI edición de la Copa Mundial de Fútbol se realizaron partidos de la primera fase, cuartos de final, semifinal y la final, en la cual Brasil superó a Suecia 5:2.
En el Råsundastadion de Estocolmo se jugaron los siguientes partidos:
- Primera ronda (Grupo C): Suecia - México, México - Gales, Suecia - Gales y el partido por la definición del grupo Gales - Hungría.
- Cuartos de final: Suecia - Unión Soviética
- Semifinal: Brasil - Francia
- Final: Brasil - Suecia

| 8 de junio de 1958 | Suecia                              | 3:0 (1:0) | México | Råsundastadion, Estocolmo                                                       |                                                                                 |
|                    | Simonsson 17', 64' Liedholm 57' (p) |           |        | Asistencia: 34.107 espectadores Árbitro(s): Nickolaj Latychev (Unión Soviética) | Asistencia: 34.107 espectadores Árbitro(s): Nickolaj Latychev (Unión Soviética) |

| 11 de junio de 1958 | México       | 1:1 (0:1) | Gales         | Råsundastadion, Estocolmo                                            |                                                                      |
|                     | Belmonte 89' |           | Allchurch 32' | Asistencia: 15.150 espectadores Árbitro(s): Leo Lemesic (Yugoslavia) | Asistencia: 15.150 espectadores Árbitro(s): Leo Lemesic (Yugoslavia) |

| 15 de junio de 1958 | Suecia | 0:0 (0:0) | Gales | Råsundastadion, Estocolmo                                               |  |
|                     |        |           |       | Asistencia: 29.800 espectadores Árbitro(s): Lucien Van Nuffel (Bélgica) |  |

| 17 de junio de 1958 | Gales                    | 2:1 (0:1) | Hungría   | Råsundastadion, Estocolmo                                                      |                                                                                |
|                     | Allchurch 55' Medwin 76' |           | Tichy 33' | Asistencia: 2.832 espectadores Árbitro(s): Nickolaj Latychev (Unión Soviética) | Asistencia: 2.832 espectadores Árbitro(s): Nickolaj Latychev (Unión Soviética) |

| 19 de junio de 1958 | Suecia                   | 2:0 (0:0) | Unión Soviética | Råsundastadion, Estocolmo                                               |                                                                         |
|                     | Hamrin 49' Simonsson 88' |           |                 | Asistencia: 45.000 espectadores Árbitro(s): Reginald Leafe (Inglaterra) | Asistencia: 45.000 espectadores Árbitro(s): Reginald Leafe (Inglaterra) |

| 24 de junio de 1958 | Brasil                             | 5:2 (2:1) | Francia                  | Råsundastadion, Estocolmo                                              |                                                                        |
|                     | Vavá 2' Didí 39' Pelé 52', 64' 75' |           | Fontaine 9' Piantoni 83' | Asistencia: 27.000 espectadores Árbitro(s): Benjamin Griffiths (Gales) | Asistencia: 27.000 espectadores Árbitro(s): Benjamin Griffiths (Gales) |

| 28 de junio de 1958 | Brasil                                 | 5:2 (2:1) | Suecia                    | Råsundastadion, Estocolmo                                            |                                                                      |
|                     | Vavá 9', 32' Pelé 55', 90' Zagallo 68' |           | Liedholm 4' Simonsson 80' | Asistencia: 51.800 espectadores Árbitro(s): Maurice Guigue (Francia) | Asistencia: 51.800 espectadores Árbitro(s): Maurice Guigue (Francia) |

## Partidos Eurocopa 1964
| 13 de mayo de 1964 | Suecia     | 1:1 (0:0) | Unión Soviética | Estadio Råsunda, Solna                                              |                                                                     |
|                    | Hamrin 87' |           | Ivanov 62'      | Asistencia: 36.937 espectadores Árbitro(s): Jim Finney (Inglaterra) | Asistencia: 36.937 espectadores Árbitro(s): Jim Finney (Inglaterra) |

| Predecesor: Wankdorfstadion Suiza 1954 | Final de la Copa del Mundo Suecia 1958          | Sucesor: Estadio Nacional de Chile Chile 1962  |
| Predecesor: Estadio Tianhe China 1991  | Final de la Copa del Mundo Femenina Suecia 1995 | Sucesor: Estadio Rose Bowl Estados Unidos 1999 |